# Вавер (Нідерланди)
Вавер (нід. Waver) — селище в нідерландській провінції Північна Голландія. Входить до муніципалітету Аудер-Амстел. Наразі у селищі нараховується близько 40 будинків.